# Международный аэропорт имени Нурсултана Назарбаева
Международный аэропорт Нурсулта́н Назарба́ев (ИАТА: NQZ, ИКАО: UACC) (каз. Нұрсұлтан Назарбаев халықаралық әуежайы / Nūrsūltan Nazarbaev halyqaralyq äuejaiy, до июня 2017 года каз. Астана халықаралық әуежайы), в прошлом известный также под названием Международный аэропорт Астана — казахстанский международный аэропорт города Астаны, столицы Республики Казахстан. Расположен практически в пределах города в районе Есиль, в 16,7 км к юго-востоку от делового центра города, на северо-западе озера Майбалык.
Является одним из крупнейших аэропортов в стране, занимает 2-е место по величине пассажиропотока среди всех казахстанских аэропортов, после международного аэропорта Алматы. Находится на втором месте среди наиболее загруженных аэропортов стран Центральной Азии, а также на 8-м месте среди наиболее загруженных аэропортов постсоветского пространства по итогам 2022 года. Обслуживает как саму Астану, так прилежащие к ней районы Акмолинской области, используется также жителями соседних регионов (в частности Карагандинской области).
В настоящее время всё пассажирское движение разделено между двумя пассажирскими терминалами (T1 и T2). Аэропорт имеет 12 гейтов и 92 удаленных стоянок для самолётов. Последний, T1 — Международный терминал, был введен в эксплуатацию 31 мая 2017 года. Здание внутреннего терминала (Т2) проектировал Кисё Курокава — известный японский архитектор и один из основателей движения метаболистов.
Является одним из портов приписки для первой по величине пассажиропотока авиакомпании Казахстана — Air Astana (национального авиаперевозчика), а также базовым аэропортом для ряда других крупных авиакомпаний страны: SCAT Airlines, бюджетной авиакомпании FlyArystan, Qazaq Air и другие.
8 июня 2020 года, трёхбуквенный код присвоенный международной ассоциацией воздушного транспорта (ИАТА) аэропорту Нурсултан Назарбаев был официально сменён с TSE на NQZ. 16 июня 2022 года аэропорт признан лучшим региональным аэропортом в Центральной Азии и СНГ по версии британской компании Skytrax World Airport Awards 2022.

## История
- 1930 год — в трёх километрах от города Акмолинска был построен аэропорт в районе сегодняшнего современного архитектурного сооружения Байтерек[a].
- 1931 год — с 1 декабря года началось воздушное сообщение по маршруту Акмолинск — Семипалатинск; это считается датой образования предприятия.
- 1934 год — начались регулярные рейсы по двум маршрутам.
- 1959 год — 9 мая был организован Акмолинский объединённый авиаотряд.
- 1960 год — 16 октября Акмолинскому аэропорту был присвоен третий класс.
- 1963 год — 4 ноября введён в строй новый аэропорт в 18 км от города, переименованного в Целиноград.
- 1966 год — 8 февраля введено достроенное здание аэровокзала, а старый аэродром в том же году был передан спортивному клубу ДОСААФ.
- 1995 год — первая зарубежная авиакомпания, открыла регулярное воздушное сообщение в бывший Целиноград, а теперь Акмолу.
- 1998 год — после переноса столицы из Алма-Аты проведена реконструкция аэропорта: удлинена до 3 500 метров взлётно-посадочная полоса с искусственным покрытием, расширены рулёжные дорожки и перрон, замена светосистема и радионавигационное оборудование, реконструирован аэровокзальный комплекс и построено здание VIP, для приёма высокопоставленных гостей.
- 2002—2005 годы — построено новое здание пассажирского терминала. Разработчиком дизайна нового здания выступил японский архитектор Кисё Курокава, который также являлся автором генерального плана Астаны. 2 февраля 2005 года прошла церемония торжественного открытия международного терминала с участием президента Казахстана Нурсултана Назарбаева[6].
- 2008 год — аэропорт Астаны получил категорию IIIА Международной ассоциации гражданской авиации, что позволяет принимать и обслуживать воздушные суда всех типов без ограничения взлётной массы.
- 2012 — международный аэропорт Астана обслужил своего двухмиллионного пассажира[b].
- 2022 год — международный аэропорт Нурсултан Назарбаев признан лучшим региональным аэропортом в Центральной Азии и СНГ по версии британской компании Skytrax World Airport Awards 2022.

## Название аэропорта
За время своего существования аэропорт сменил несколько названий. В 1930—1961 годах аэропорт назывался «Акмолинск», в 1961—1992 годах — «Целиноград», с 1992—1998 год носил название «Акмола», в 1998—2017 годах — «Астана». 21 июня 2017 года аэропорт Астаны переименовали в честь первого президента Казахстана Нурсултана Назарбаева в международный аэропорт «Нурсултан Назарбаев».
8 июня 2020 года, трёхбуквенный код присвоенный международной ассоциацией воздушного транспорта (ИАТА) аэропорту Нурсултан Назарбаев был официально сменён с TSE на NQZ. Решение об изменении столичного кода было поддержано 14 октября 2019 года в Варшаве. N — означает одновременно Nursultan Nazarbayev International Airport, QZ — сокращение от Qazaqstan в соответствии с новым алфавитом.

## Технические данные
Международный аэропорт «Нурсултан Назарбаев» имеет возможность принимать все типы воздушных судов без ограничения. Аэропорт располагает ВПП с асфальто-армобетонным покрытием длиной 3 километра 500 метров. Классификационное число ВПП (PCN) 79/F/C/X/T. Современная светосигнальная система ILS CAT III A позволяет совершать посадку ВС на взлетно—посадочной полосе при горизонтальной видимости до 200 метров и больше, а вертикальной — 15.
Аэропорт принимает и выпускает воздушные суда на взлётно-посадочной полосе при горизонтальной видимости до 200 метров и больше, а вертикальной — 15. Максимальная пропускная способность аэровокзала — 750 человек в час. Пропускная мощность грузового терминала составляет порядка 600 тонн груза в сутки.
Аэропорт имеет сертификат соответствия СМК требованиям стандартов Республики Казахстан ИСО 9001-2001, сертификат соответствия СМК требованиям международных стандартов ИСО 9001:2008 и сертификат единого международного образца IQNet. Развитие аэропорта столицы проводится в соответствии с международными стандартами ИАТА (Международная ассоциация воздушного транспорта) и ИКАО (Международная организация гражданской авиации). Столичный аэропорт сертифицирован по IIIА категории международной организации гражданской авиации (ИКАО).

## Пункты назначения и перевозчики
Международный аэропорт «Нурсултан Назарбаев» является вторым по пассажиропотоку в Казахстане после международного аэропорта Алма-Аты. Ежесуточно из аэропорта осуществляется до 140 вылетов в регионы ближнего и дальнего зарубежья.
Аэропорт обслуживает 25 авиакомпаний, осуществляющих регулярные пассажирские рейсы, относящиеся к странам дальнего и ближнего зарубежья: Air Astana, SCAT Airlines, Lufthansa, Wizz Air, LOT Polish Airlines, AnadoluJet, Turkish Airlines, flydubai и другие. Ежегодно в аэропорту «Нурсултан Назарбаев» открываются новые маршруты.
Казахстанские авиакомпании «Air Astana», «FlyArystan», «Qazaq Air» и «SCAT» используют «Нурсултан Назарбаев» как узловой аэропорт.
Из столичного аэропорта осуществляются регулярные рейсы во все областные центры Республики Казахстан, а также в города СНГ: Москва, Ташкент, Баку, Санкт-Петербург, Екатеринбург, Минск, Казань, Кутаиси, Красноярск, Уфа, Ереван, Тюмень, Омск. Также выполняются рейсы в города дальнего зарубежья: Франкфурт-на-Майне, Варшава, Анкара, Стамбул, Анталья, Абу-Даби, Дубай.

### Пассажирские рейсы
По состоянию на июль 2025 года аэропорт обслуживает рейсы следующих авиакомпаний:

### Грузовые рейсы
Заметки:
- 1: Рейс CA 792 по маршруту Астана — Пекин-Столичный авиакомпании Air China производит остановку в Сиань.
- 2: Рейс CZ 6014 по маршруту Астана — Гуанчжоу-Байюнь авиакомпании Южные Авиалинии Китая производит остановку в Урумчи.

## Аэровокзальный комплекс
Международный аэропорт «Нурсултан Назарбаев» состоит из следующих пассажирских терминалов:
- T1 — Международный терминал
- T2 — Внутренний терминал
- ТБА — Терминал бизнес-авиации

#### T1 — Международный терминал
- В рамках Программы инфраструктурного развития «Нурлы Жол» был построен новый пассажирский терминал международных рейсов. Полезная площадь нового терминала — 47 000 м². В инфраструктуре Аэропорта появились 6 новых стоянок воздушных судов с посадочными рукавами и 4 автобусных посадочных выхода, а также внедрены множество технологий и процессов, предназначенных для повышения качества обслуживания в Аэропорту.

- Также в Т1 установлена современная система обработки багажа, которая соответствует стандартам ЕС 2020 и может обрабатывать до 1200 единиц багажа в час. Имеются 50 кабин паспортного контроля, 27 стоек регистрации и 4 стойки саморегистрации, привокзальная площадь с парковкой для автомобилей на 812 машино-мест. Платная парковка оборудована комплексной автоматизированной парковочной системой (КАПС), в количестве 20 шт. В новом терминале предусмотрена зона общественного питания площадью 1000 м²., пункты розничной торговли занимают 1 300 м². Начал функционировать бизнес зал. Общая пропускная способность составляет 8,2 миллионов пассажиров в год, что более чем в 2,5 раза больше предыдущей. Официальное открытие нового международного терминала состоялось 31 мая 2017 года. 5 июня 2017 года новый терминал начал обслуживать международные рейсы.

#### T2 — Внутренний терминал
- 2 февраля 2005 г. состоялось открытие здания пассажирского терминала аэропорта «Астана». Площадь терминала составила свыше 25 тыс. кв. метров. Количество стоек регистраций — 24, 2 багажные ленты.

- В настоящее время терминал используется для обслуживания внутренних рейсов и носит название Терминал 2. Здание внутреннего пассажирского терминала общей площадью свыше 24 000 квадратных метров состоит из пяти уровней: два уровня прилета и вылета пассажиров и три уровня, которые располагаются в куполе.

- Внутренний терминал оснащен современной техникой: у него шесть телескопических трапов, перрон международных линий для приема всех типов самолётов. В здании есть: сувенирные магазины, просторные залы ожидания, кафе, бары и рестораны, сервис для VIP персон и обзорная площадка с панорамным видом аэропорта.

#### ТБА — Терминал бизнес-авиации
- Открытие терминала бизнес-авиации состоялось 19 ноября 2015 года. В здании терминала разместились лаундж-бар, конференц-зал, комнаты для проведения переговоров, удобства для пассажиров с детьми, магазин беспошлинной торговли. Площадь ТБА составляет 2 400 м²., пропускная способность — 200 пассажиров в час, для гостей предусмотрены 52 парковочных места.

## Транспортная инфраструктура
С городом аэропорт связан автобусами и такси. В международный аэропорт или проездом идут следующие маршруты общественного транспорта:

#### Автобусы
- Автобус № 10, маршрут: Железнодорожный вокзал Астана 1 — Аэропорт — 5:50 — 21:23, интервал между рейсами 5-7 минут.
- Автобус № 12, маршрут: Железнодорожный вокзал Астана 1 — Аэропорт — 6:40 — 21:20, интервал между рейсами 15 минут.
- Автобус № 501, экспресс  маршрут: Улица в честь 150-летия Абая — Аэропорт — 6:03 — 21:54, интервал между рейсами 20-30 минут.

Стоимость проезда на № 10, 12 и других городских маршрутов  — 110 тенге, а у экспресс маршрута № 501— 250 тенге. Оплата возможна транспортной картой, банковской картой или сканированием QR-кода. Для отслеживания автобуса и время прибытия до остановки можно через приложение «Avtobys»

#### Парковка
К услугам пассажиров предлагается бесплатная автостоянка и крытый паркинг, обслуживаемые ТОО «ASTANA LRT». Парковочный комплекс оборудован системой видеонаблюдения с возможностью хранения и воспроизведения фиксируемой информации. При подъезде к аэропорту, не доезжая пассажирского терминала находится платный крытый паркинг. Оплата производится наличным расчетом в национальной валюте Республике Казахстан — тенге.

## Статистика

### Статистика перевозок
В 2024 году международный аэропорт «Нурсултан Назарбаев» обслужил 8,300,000 пассажиров.
Данные из запроса в Викиданные.
| Год                  | Пасс.     | Изменение  |
| -------------------- | --------- | ---------- |
| 2004                 | 496,240   | ▲024.9 %   |
| 2005                 | 657,550   | ▲032.5 %   |
| 2006                 | 834,299   | ▲0 26,9 %  |
| 2007                 | 1,171,000 | ▲0 40,4 %  |
| 2008                 | 1,316,000 | ▲012.4 %   |
| 2009                 | 1,309,000 | ▼0 0,5 %   |
| 2010                 | 1,620,000 | ▲0 23,8 %  |
| 2011                 | 1,984,000 | ▲0 22,5 %  |
| 2012                 | 2,303,143 | ▲0 16,1 %  |
| 2013                 | 2,609,431 | ▲0 13,3 %  |
| 2014                 | 2,960,181 | ▲0 13,5 %  |
| 2015                 | 3,366,560 | ▲0 13,7 %  |
| 2016                 | 3,452,714 | ▲0 2,2 %   |
| 2017                 | 4,294,145 | ▲0 24,8 %  |
| 2018                 | 4,545,373 | ▲0 6,8 %   |
| 2019                 | 5,099,391 | ▲0 12,1 %  |
| 2020                 | 3,059,714 | ▼0 39,9 %  |
| 2021                 | 4,837,464 | ▲0 58,1 %  |
| 2022                 | 6,001,471 | ▲0 24,0 %  |
| 2023                 | 7,546,391 | ▲0 24,9 %  |
| 2024                 | 8,315,108 | ▲0 10,18 % |
| Источник: Статистика |           |            |

### Наиболее загруженные направления
|                      | Пункт назначения | Страна/Регион                                  | Аэропорт | Авиакомпании                                                | П/Н |
| -------------------- | ---------------- | ---------------------------------------------- | --- | ----------------------------------------------------------- | --- |
| 1                    | Алма-Ата         | Алма-Ата Алматинская область                   | Международный аэропорт Алматы | Air Astana, FlyArystan, Qazaq Air, SCAT Airlines            | 154 |
| 2                    | Шымкент          | Шымкент Туркестанская область                  | Международный аэропорт Шымкент | Air Astana, FlyArystan, Qazaq Air, SCAT Airlines            | 44  |
| 3                    | Москва           | Москва Московская область Российская Федерация | Международный аэропорт Внуково Международный аэропорт Жуковский Международный аэропорт Домодедово Международный аэропорт Шереметьево | SCAT Airlines, FlyArystan, Air Astana, S7 Airlines Аэрофлот | 37  |
| 4                    | Атырау           | Атырауская область                             | Международный аэропорт Атырау | Air Astana, FlyArystan, Qazaq Air, SCAT Airlines            | 33  |
| 5                    | Усть-Каменогорск | Восточно-Казахстанская область                 | Международный аэропорт Усть-Каменогорск                                                                                              | Air Astana, Qazaq Air, SCAT Airlines                        | 30  |
| 6                    | Актобе           | Актюбинская область                            | Международный аэропорт Актобе | Air Astana, FlyArystan, Qazaq Air, SCAT Airlines            | 29  |
| 7                    | Актау            | Мангистауская область                          | Международный аэропорт Актау | Air Astana, SCAT Airlines                                   | 19  |
| 8                    | Костанай         | Костанайская область                           | Международный аэропорт Костанай | FlyArystan, Qazaq Air, SCAT Airlines                        | 17  |
| 9                    | Стамбул          | Турецкая Республика                            | Международный аэропорт Стамбул | Air Astana, Turkish Airlines                                | 13  |
| 10                   | Ташкент          | Республика Узбекистан                          | Международный аэропорт Ташкент | Air Astana, Uzbekistan Airways                              | 13  |
| Источник: Статистика |                  |                                                | |                                                             |     |

## Владельцы и управление
Под управлением компании АО «Международный аэропорт Нурсултан Назарбаев» находятся 2 действующих аэропорта:
1. Международный аэропорт Нурсултан Назарбаев (Астана)
2. Международный аэропорт Кокшетау

## Комментарии
1. ↑  На территории аэродрома находилось квадратное поле для взлёта и посадки самолётов, саманный вокзал из восьми комнат, домик для пилотов из двух комнат, подвальное бензохранилище, а также саманная маслогрейка (для подогрева масла и воды).
2. ↑  Данным пассажиром оказался Журавлев Евгений из города Алматы, прилетевший рейсом КС 851 авиакомпании Эйр Астана.